# 제천비행장
제천비행장(堤川飛行場, G-605, ICAO:RK6O)은 충청북도 제천시 모산동과 고암동에 걸쳐있는 비행장이다. 1960년대에 세기항공이 항공편을 취항했으나 1969년 8월 22일 경기도 안성에서 서울(김포)-제천간 항공편이 추락하는 참사로 세기항공의 영업이 정지되어 민용 여객 운항이 중단되었다.